# Thaia confusa
Thaia confusa är en insektsart som beskrevs av Irena Dworakowska 1976. Thaia confusa ingår i släktet Thaia och familjen dvärgstritar. Inga underarter finns listade i Catalogue of Life.